# Lista de primeiros-ministros da Maurícia

Escudo de armas da Maurícia.

O primeiro-ministro é chefe de governo e também o segundo chefe de estado da Maurícia, após o presidente. O atual primeiro-ministro é Navin Ramgoolam.
Os primeiros-ministros das ilhas Maurício são eleitos diretamente pela população a cada cinco anos, ao contrário do presidente da república, que é eleito pelo gabinete ministerial. O primeiro-ministro que mais tempo ocupou o posto foi Anerood Jugnauth, que foi eleito 4 vezes, tendo ocupando o cargo por 16 anos. Anerood Jugnauth regressou, em 2014, ao cargo de primeiro-ministro.
Esta é a lista dos primeiros-ministros das ilhas Maurício após a independência, em 1968.

## Maurício independente na Comunidade Britânica (1968 – 1992)
| Mandato                                   | Nome                                         | Partido       |
| ----------------------------------------- | -------------------------------------------- | ------------- |
| 12 de março de 1968 - 30 de junho de 1982 | Sir Seewoosagur Ramgoolam, Primeiro Ministro | PTr           |
| 30 de junho de 1982 - 12 de março de 1992 | Sir Anerood Jugnauth, Primeiro Ministro      | MMM; 1983 MSM |

## República de Maurício (1992 – presente)
| Mandato                                         | Nome                                    | Partido |
| ----------------------------------------------- | --------------------------------------- | ------- |
| 12 de março de 1992 - 15 de dezembro de 1995    | Sir Anerood Jugnauth, Primeiro Ministro | MSM     |
| 15 de dezembro de 1995 - 11 de setembro de 2000 | Navin Ramgoolam, Primeiro Ministro      | PTR     |
| 12 de setembro de 2000 - 7 de outubro de 2003   | Sir Anerood Jugnauth, Primeiro Ministro | MSM     |
| 7 de outubro de 2003 - 5 de março de 2005       | Paul Bérenger, Primeiro Ministro        | MMM     |
| 5 de março de 2005 - 17 de dezembro de 2014     | Navin Ramgoolam, Primeiro Ministro      | PTR     |
| 17 de dezembro de 2014 - 23 de janeiro de 2017  | Sir Anerood Jugnauth, Primeiro Ministro | MSM     |
| 23 de janeiro de 2017 - 13 de novembro de 2024  | Pravind Jugnauth, Primeiro Ministro     | MSM     |
| 13 de novembro de 2024 - presente               | Navin Ramgoolam, Primeiro Ministro      | PTR     |

## Partidos políticos
- MMM - (Mauritian Militant Movement / Mouvement Militant Mauricien)
- MSM - (Militant Socialist Movement / Mouvement Socialist Mauricien)
- PI - (Independence Party / Parti de l'Indépendance)
- PTr - (Mauritius Labour Party / Parti Travailliste)